# Elmwood Park (Nova Jersey)
Elmwood Park és una població dels Estats Units a l'estat de Nova Jersey. Segons el cens del 2008 tenia 18.634 habitants.

## Demografia
Segons el cens del 2000, Elmwood Park tenia 18.925 habitants, 7.089 habitatges, i 5.075 famílies. La densitat de població era de 2.757,4 habitants/km².
Dels 7.089 habitatges en un 29,5% hi vivien nens de menys de 18 anys, en un 55,4% hi vivien parelles casades, en un 11,8% dones solteres, i en un 28,4% no eren unitats familiars. En el 23,2% dels habitatges hi vivien persones soles el 12,3% de les quals corresponia a persones de 65 anys o més que vivien soles. El nombre mitjà de persones vivint en cada habitatge era de 2,66 i el nombre mitjà de persones que vivien en cada família era de 3,17.
Per edats la població es repartia de la següent manera: un 20,9% tenia menys de 18 anys, un 8% entre 18 i 24, un 31,4% entre 25 i 44, un 23,3% de 45 a 60 i un 16,5% 65 anys o més.
L'edat mediana era de 38 anys. Per cada 100 dones de 18 o més anys hi havia 88,6 homes.
La renda mediana per habitatge era de 52.319 $ i la renda mediana per família de 59.131 $. Els homes tenien una renda mediana de 40.684 $ mentre que les dones 31.535 $. La renda per capita de la població era de 22.588 $. Aproximadament el 4,7% de les famílies i el 6,4% de la població estaven per davall del llindar de pobresa.

## Poblacions properes
El següent diagrama mostra les poblacions més properes.